# Дагоберт Девід Рунс
Дагоберт Девід Рунс (6 січня 1902 — 24 вересня 1982) був іммігрантом, видавець у США, філософ і письменник.

## Біографія
Рун народився в Заставні, Буковина, Австро-Угорщина (нині в Україні). У 1924 році він отримав ступінь доктора філософії у Віденському університеті під керівництвом Моріца Шліка, одного із засновників Віденського гуртка філософів-позитивістів. 
Натхненна юнацькою енергією та вільнодумством перша книга Рунеса під назвою «Істинний Ісус або П'яте Євангеліє» (1927), опублікована у віденському видавництві за фінансової підтримки Соціал-демократичної партії Австрії, спричинила такий ажіотаж, каже професор німецької літератури Ульріх Е. Бах, що її видавця Рудольфа Черні було засуджено до шістдесяти днів ув'язнення. Таким чином Рунс, побоюючись звинувачень у богохульстві, був змушений емігрувати до Нью-Йорка ще в 1928 році.
У США він став редактором The Modern Thinker (заснована як The Thinker у 1929 році, придбана та перейменована Runes у 1932 році, закрита в 1936 році), The Modern Psychologist (1932—1938) і Current Digest (1933—1940). З 1931 по 1934 рік він був директором Інституту підвищення кваліфікації в Нью-Йорку. Одним із його перших творів як видавця був науковий Журнал естетики та художньої критики, який видається досі. У 1941 році він заснував духовну організацію та видавництво Філософську бібліотеку. Він написав і відредагував численні книги на теми філософії, політики, освіти, юдаїки та власну поезію.  Його вірш «Gottes Wiederkehr» був адаптований для чотириголосного змішаного хору як ор. 50a «Dreimal tausend Jahre» («Тричі по тисячі років») Арнольда Шенберга. У Нью-Йорку Рунес спілкувався з багатьма громадськими діячами, особливо з тими, кого Гітлер вигнав у вигнання. Серед його видатних знайомих були Альфред Адлер, Альберт Ейнштейн і Еміль Людвіг. 

## Вибрані твори

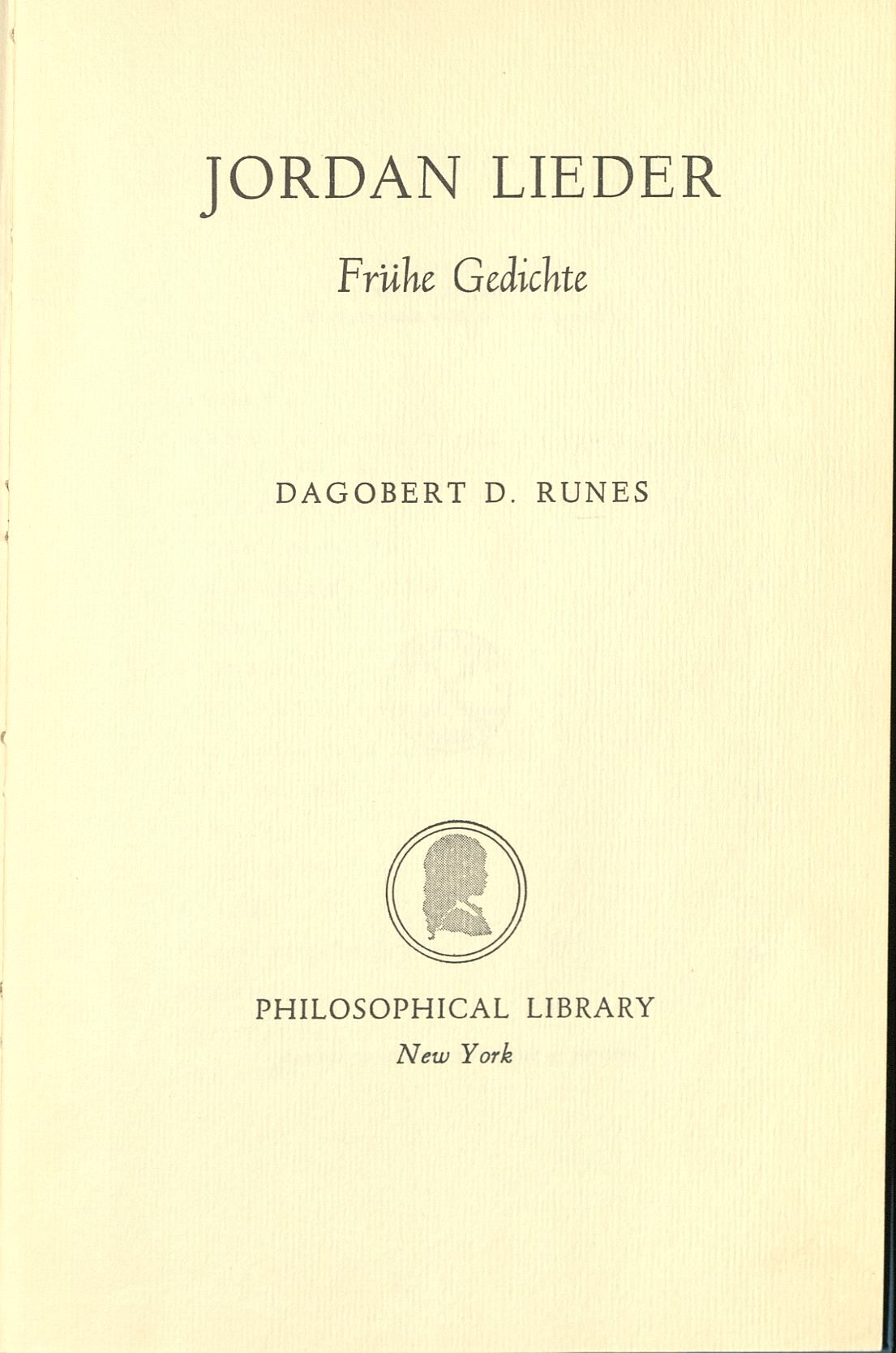
Jordan Lieder: Frühe Gedichte (1948)

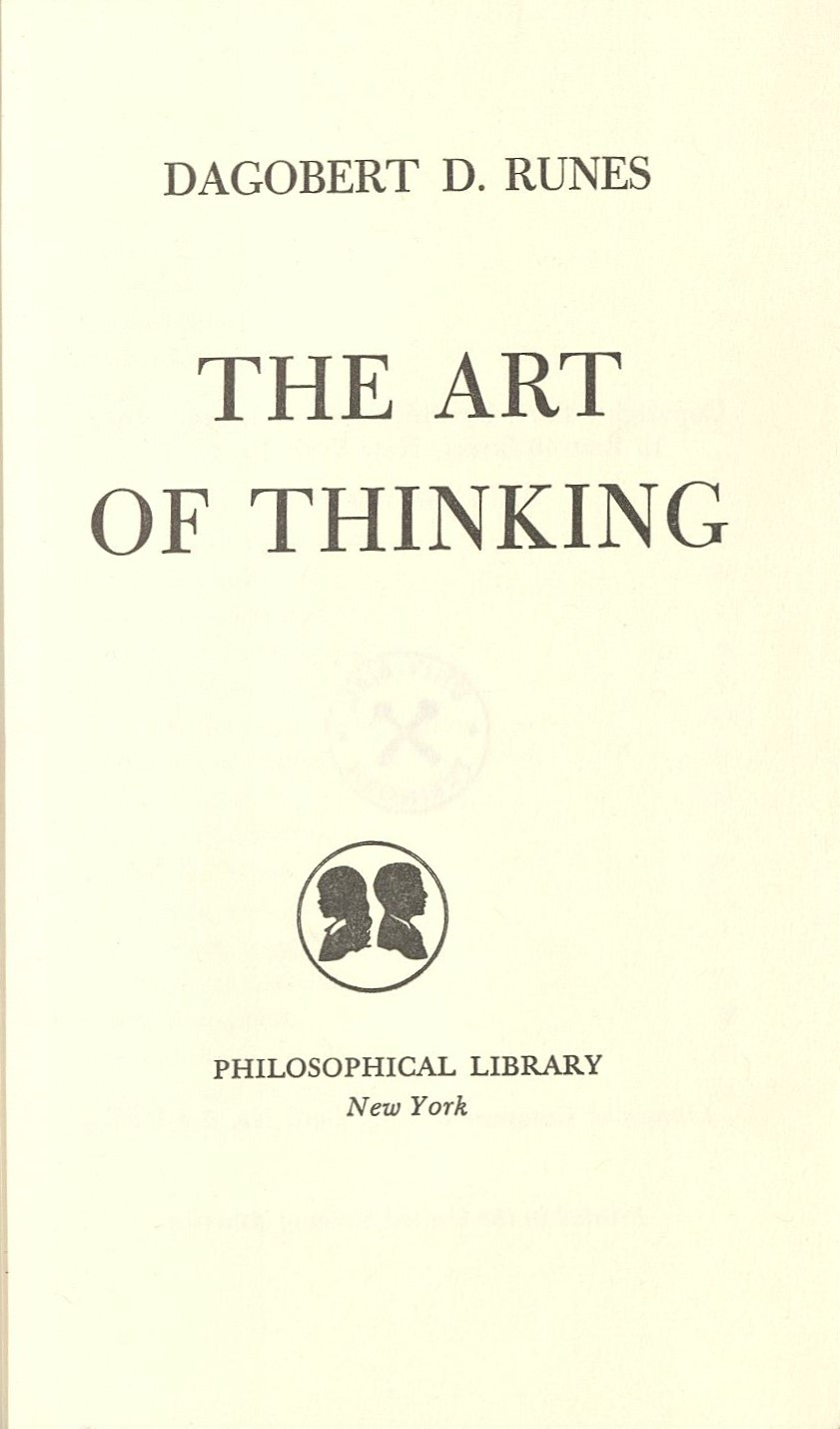
Мистецтво мислити(1961)

- Der wahre Jesus or das fünfte Evangelium, R. Cerny, 1927.
- Філософський словник (ред.), Філософська бібліотека, 1942.
- Вибрані твори Бенджаміна Раша (редактор),  Філософська бібліотека, 1947.
- Jordan Lieder: Frühe Gedichte (німецькою мовою) Філософська бібліотека, 1948.
- Листи до мого сина. Філософська бібліотека, 1949.
- Вплив івриту на західну цивілізацію Філософська бібліотека, 1951.
- Словник Спінози Передмова Альберта Ейнштейна ,  Філософська бібліотека, 1951.
- Про Бога, диявола та євреїв. Філософська бібліотека, 1952.
- Радянський вплив на суспільство: спогади, 1953.
- Листи до моєї доньки,  Філософська бібліотека, 1954.
- Скарбниця філософії (редактор),  Філософська бібліотека, 1955.
- Скарбниця світової літератури (редактор),  Філософська бібліотека, 1956.
- Про природу людини. Філософська бібліотека, 1956.
- Сартр, Дж. П., «Буття і ніщо» в перекладі Хейзел Е. Барнс, Філософська бібліотека, 1956 р.
- Ілюстрована історія філософії (редактор),  Філософська бібліотека, 1959.
- Словник думки (редактор),  Філософська бібліотека, 1959.
- Карл Маркс. Світ без євреїв (перекладач),  Філософська бібліотека, 1959.
- Мистецтво мислити,  Філософська бібліотека, 1961.
- Скарбниця світової науки (редактор),  Філософська бібліотека, 1962.
- Despotism: A Pictureful History of Tyranny (автор),  Філософська бібліотека, 1963 р. Каталог карток Бібліотеки Конгресу № 62-22269
- Безкорисливість і закон, Філософська бібліотека, 1964.
- Філософія для кожного: від Сократа до Сартра, Філософська бібліотека, картка Бібліотеки Конгресу № 68-22351, 1968.
- Корінь гонінь на євреїв. Переклад Гюнтера Шварца. Дармштадт: Дармштадтські документи, 1981